# 1960 chez Disney
Cet article présente la liste des évènements de la Walt Disney Productions ayant eu lieu en 1960.

## Événements

### Janvier
- 21 janvier 1960, Sortie du court métrage Goliath II[1]
- 26 janvier 1960, Décès de Riley Thompson, animateur et dessinateur de BD[2]

### Février

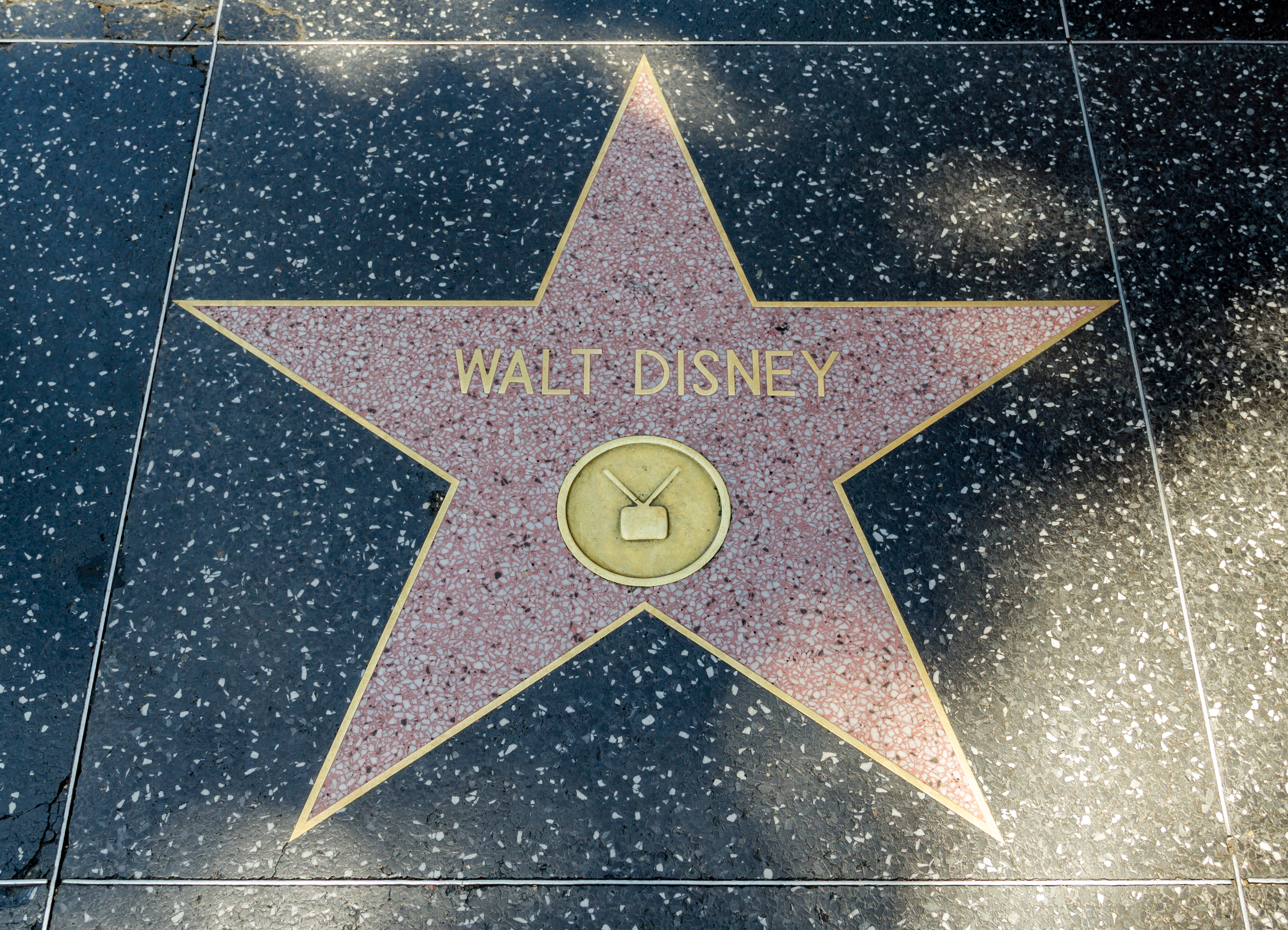
Étoile de Walt Disney sur le Hollywood Walk of Fame.

- 8 février 1960, Walt Disney est par une étoile sur le Hollywood Walk of Fame [3].

### Avril
- 26 avril 1960, Création de la coopérative de crédit Vista Federal Credit Union[4]

### Mai
- 9 mai 1960, la station WLS lance une nouvelle programmation liée au réseau ABC[5]
- 19 mai 1960, Première mondiale du film Pollyanna aux États-Unis[6]

### Juillet
- 6 juillet 1960, Disney rachète à ABC les 34,5 % restants de Disneyland Inc[7]

### Août
- 10 août 1960, Sortie nationale du True Life Adventures Le Jaguar, seigneur de l'Amazone aux États-Unis[8]

### Septembre
- 13 septembre 1960, Sortie du Donald Duck Donald Duck and his Companions[9]
- 30 septembre 1960, ABC lance la diffusion de la série Les Pierrafeu[10]

### Octobre
- 18 octobre 1960, Première mondiale du film Les Dix Audacieux aux États-Unis[11],[12]

### Novembre
- 1er novembre 1960, Sortie nationale du film Les Dix Audacieux aux États-Unis[12]

### Décembre
- 10 décembre 1960, Première mondiale du film Les Robinsons des mers du Sud aux États-Unis[13],[14]
- 21 décembre 1960, Sortie nationale du film Les Robinsons des mers du Sud aux États-Unis[14]